# Meghan O'Hara
Meghan O'Hara é uma produtora cinematográfica norte-americana. Como reconhecimento, foi nomeada ao Oscar 2008 na categoria de Melhor Documentário em Longa-metragem por Sicko.